# Тернівка (Голованівський район)
Терні́вка — село в Україні, в Підвисоцькій сільській громаді Голованівського району Кіровоградської області. Населення становить 984 особи. Колишній орган місцевого самоврядування — Тернівська сільська рада.Село Тернівка розташоване на лівому березі річки Синюхи по обидва береги річки Тернівки за 19 км на південь від Новоархангельська. Населення — 941 чоловік. Село простягнулось на 5 км з півдня на північ і на 2,5 км зі сходу на захід. В сорока кілометрах від села на схід (біля смт. Добровеличківка) визначений географічний центр України.

## Загальні відомості
На території Тернівки знаходиться багато мальовничих історичних місць, які потребують вивчення і збереження. Природне розташування села Тернівка — Південний Лісостеп. Клімат — помірно-континентальний. Кіровоградська область лежить в центральній частині Українського кристалічного щита Східно-Європейської платформи, кристалічні породи якої виходять на поверхню також і в долинах річок Синюха, Ятрань, Тернівка. Підвисоке.
На території села Тернівки грізні мальовничі скелі видно в районі ГЕСу, нижче мосту через Синюху, від гранітного кар'єру до річки Ятрань, та в деяких місцях річки Тернівки. Особливо красива оспівана легендами Висока Скала, що стримить неподалік від злиття річок Синюха і Ятрань. Самі річки та весь окружний ландшафт, ймовірно, утворились після танення панцеру криги льодовика (близько XIV тисячоліття до н. е.). Зледеніння території України по умовній лінії сучасних міст Львів — Житомир — Київ — Полтава — Суми закінчилось, почався «всесвітній потоп». Звісно, в наших краях ні про який потоп не йдеться, оскільки утворені повноводні річки пробили собі шлях до Чорного моря. 
Мають свою древню історію в переказах і легендах знамениті яри: Терентіїв, Лупалів, Босий, Камінний, Глибокий, Кас'янова балка, Кахтаїв яр та інші. 
Радують своїми плесами очі сільчан і гостей села давні (середина 19 ст.), і не зовсім, ставки, які як застібки скріпляють село від центру і аж до Білого кар'єру. Всього їх п'ять — Центральний, Гараськова гребля, Журавля, Розливанка, Архипенків. У кожного з них своя захоплююча історія і свої особливості. 
Свій добрий слід залишили в пам'яті людей і кар'єри — Білий та Гранітний. ГЕС, стара школа і багато інших жилих і нежилих приміщень побудовано з їх каменю. 
Перлиною села є також і водосховище Тернівської ГЕС. Знають його далеко за межами Кіровоградщини за його чистоту, глибочінь, багатство рибою і прекрасними мальовничими місцями для відпочинку.
Долина Синюхи та Бенчиків млин
Дістатись до Тернівки можна від траси Е-95 (Київ-Одеса) через Голованівськ, Давидівку, Перегонівку (все місця достойні уваги). До самого села веде бруківка (соша), яка періодично переходить у асфальт і навпаки. В селі, за сквером у центрі, повернути праворуч і їхати довгою вулицею, прокладеною на високій терасі над Синюхою. Відразу за вулицею дорога упреться у шлагбаум праворуч, і простягнеться далі на відкриту надзаплавну терасу. Там краса, але перед оглядом долини, із чистим руслом Синюхи (а це дивно для початку вересня, коли всі рівнинні річки зелені від водоростів), пройти за шлагбаум і оглянути красень-млин, зведений десь на початку 20 століття.
Млин у Тернівці (та й у сусідніх селах) називають Бенчиків, мабуть власником був якийсь Бенчик (не виключено що єврей, хоча є таке і румунське, і угорське прізвище). Він складений із бутового каменю (звичайного граніту, так популярного у Побужжі), і має із боку берега три поверхи, а з боку річки — чотири. Русло Синюхи тут перепиняє гребля, яка значну частину води направляє у широкий кам'яний рукав, який колись крутив агрегати цього величезного млина. Звичайно, коліс (таких собі «прототурбін», які лежали горизонтально) давно немає, млин — розкішна пам'ятка архітектури, справжній кам'яний замок, стоїть пусткою і поступово руйнується…
По греблі біля млина можна пройти на правий берег Синюхи і дійти до місця впадіння у неї Ятрані — місцеві мешканці кажуть що там неймовірно гарно, але ми не мали часу, тому пройшли із кілометр лише по лівому берегу, теж високому і крутому, із скелястими виходами Українського кристалічного щита. Дуже, ну дуже красиво — голий, вкритий вигорілою на сонці травою, крутий схил, досить значного розміру, розрізаний неширокими ярами, фактурний, робиться майже прямовисним метрів за чотири до поверхні води; Синюха прозора, на дні видно зелені пагони  та листя водяних рослин, а навколо, понад схилами, поля і степ…
На кінець хочеться додати, що Тернівка — колишній козацький зимівник. Любили запоріжці такі гарні місця.

## Історія
У 1752-64 роках входило до складу Новослобідського козацького полку.
Станом на 1886 рік у селі Новоархангельської волості Єлизаветградського повіту Херсонської губернії мешкало 2278 осіб, налічувалось 496 дворових господарств, існували православна церква та школа.

## Населення
Згідно з переписом УРСР 1989 року чисельність наявного населення села становила 1160 осіб, з яких 502 чоловіки та 658 жінок.
За переписом населення України 2001 року в селі мешкали 984 особи.

### Мова
Розподіл населення за рідною мовою за даними перепису 2001 року:
| Мова       | Відсоток |
| ---------- | -------- |
| українська | 98,17 %  |
| російська  | 1,73 %   |
| болгарська | 0,10 %   |